# Bobby Berna
Bobby Berna (ur. 19 maja 1961 w Quezon City) – filipiński bokser, były mistrz świata IBF w kategorii superkoguciej.

## Kariera zawodowa
Jako zawodowiec zadebiutował w 1979 r. Po kilkudziesięciu wygranych walkach i zdobyciu m.in. mistrzostwa Filipin, Berna mógł stoczyć walkę o mistrzostwo świata WBC w kategorii superkoguciej. Rywalem Filipińczyka był niepokonany Amerykanin Jamie Garza. Garza słynął z potężnego uderzenia, mając przed walką 35 nokautów w 37 walkach. Filipińczyk świetnie rozpoczął pojedynek, rzucając rywala na deski. Garza podniósł się i w następnej rundzie 3-krotnie doprowadził do liczenia Berny, przy czym sędzia postanowił przerwać pojedynek.
Berna dostał kolejną szansę walki o mistrzostwo świata jeszcze tego samego roku. 4 grudnia zmierzył się z południowokoreańskim bokserem Sungiem-In Suhem, a stawką walki był pas IBF. Berna zwyciężył przez techniczny nokaut w 10. rundzie, zostając pierwszym mistrzem świata IBF w kategorii superkoguciej.
Do rewanżu doszło 15 kwietnia 1984 r., a stawką walki pas IBF. Sung-In Suh udanie zrewanżował się Filipińczykowi i znokautował go w 10. rundzie pojedynku. 28 czerwca 1985 r. dostał kolejną szansę walki o mistrzostwo świata. Berna zmierzył się z niepokonanym Ji-Won Kimem. Berna przegrał przez nokaut w 4. rundzie, ale do czasu nokautu prowadził na kartach punktowych. Po tej porażce stoczył jeszcze kilka walk, ostatni raz wychodząc do ringu we wrześniu 1988 r.